# ロス海
ロス海（ロスかい、英語: Ross Sea）は、南極海の海域のひとつ。太平洋の方向にあり、湾内を180度経線が通る。南極大陸に深く湾入しており、南部はロス棚氷に覆われている。
海の名は、1841年にこの海域を発見したジェイムズ・クラーク・ロスに因む。

## 地理

### 位置・広がり

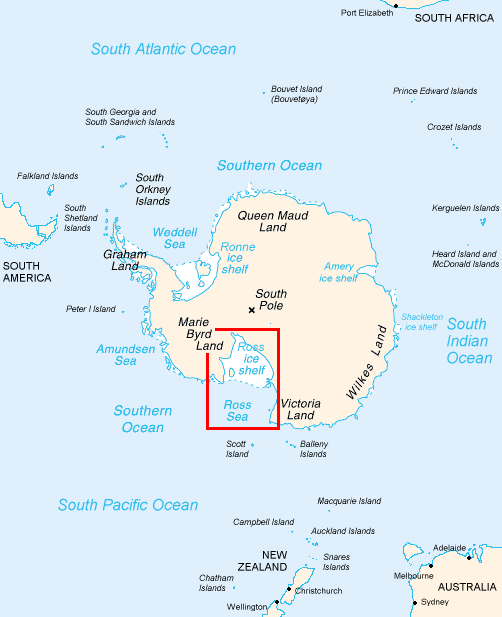
ロス海の位置

太平洋の方向にあり、湾内を180度経線が通る。西は Cape Adare、東は Cape Colbeck の間で、南極大陸に深く湾入している。
ロス海の西岸にはヴィクトリアランドがあり、東側の地域はマリーバードランドと呼ばれる。
大西洋の方向にあるウェッデル海との間は南極大陸の幅が狭まっており、ロス海西海岸からウェッデル海東岸にかけて南極横断山脈が連なる。この山脈をもって東南極と西南極が分けられており、ロス海は西南極側にある。
ロス海の南部はロス棚氷に覆われている。ロス海の西部にはロス島が、東部にはルーズベルト島がある。

### 海洋生物保護
南極周辺で活動する24ヵ国と欧州連合(EU)は2016年10月、「南極の海洋生物資源の保存に関する委員会」(CCAMLR)年次会合で、ロス海に面積155万平方kmと世界最大の海洋保護区を2017年12月に設けることで合意した。このうち112万平方kmではメロやオキアミなど全ての漁業を35年間禁止する。

### 領有権主張
ロス海・ロス棚氷とその沿岸にあたる東経160度から西経150度の範囲について、ニュージーランドがロス海属領として領有権を主張している。ただし、南極条約によって、南極地域における領土主権と請求権は凍結されている。